# (4023) Jarník
(4023) Jarník est un astéroïde de la ceinture principale.

## Description
(4023) Jarník est un astéroïde de la ceinture principale. Il fut découvert le 25 octobre 1981 à l'observatoire Kleť par Ladislav Brožek. Il présente une orbite caractérisée par un demi-grand axe de 2,23 UA, une excentricité de 0,09 et une inclinaison de 1,9° par rapport à l'écliptique.

## Compléments